# Округ Кофи (Алабама)
Округ Кофи (енгл. Coffee County) је округ у америчкој савезној држави Алабама. По попису из 2010. године број становника је 49.948. Седиште округа су градови Елба и Ентерпрајз.

## Демографија
Према попису становништва из 2010. у округу је живело 49.948 становника, што је 6.333 (14,5%) становника више него 2000. године.
| Група             | 2000.          | 2010.          |
| Белци             | 32.971 (75,6%) | 36.134 (72,3%) |
| Афроамериканци    | 8.013 (18,4%)  | 8.359 (16,7%)  |
| Азијати           | 414 (0,9%)     | 644 (1,3%)     |
| Хиспаноамериканци | 1.183 (2,7%)   | 3.180 (6,4%)   |
| Укупно            | 43.615         | 49.948         |